# Baron Robartes

Wappen der Barone Robartes (erster Verleihung)

Wappen der Barone Robartes (zweiter Verleihung)

Baron Robartes war ein erblicher britischer Adelstitel, der einmal in der Peerage of England und einmal in der Peerage of the United Kingdom verliehen wurde.
Zu den Familiensitzen der Barone beider Verleihungen gehörte Lanhydrock House bei Bodmin in Cornwall.

## Verleihungen, nachgeordnete und weitere Titel
Erstmals wurde am 26. Januar 1625 der Titel Baron Robartes, of Truro in the County of Cornwall, in der Peerage of England an Sir Richard Robartes, 1. Baronet, verliehen. Am 3. Juli 1621 war ihm bereits in der Baronetage of England der fortan nachgeordnete Titel Baronet, of Truro in the County of Cornwall, verliehen worden. Sein Sohn, der 2. Baron, wurde am 23. Juli 1679 in der Peerage of England zudem zum Earl of Radnor und Viscount Bodmin erhoben. Alle diese Titel erloschen beim Tod von dessen Enkel, dem 4. Earl am 15. Juli 1757.
In zweiter Verleihung wurde der Titel Baron Robartes, of Lanhydrock and of Truro in the County of Cornwall, am 13. Dezember 1869 in der Peerage of the United Kingdom für den Unterhausabgeordneten Thomas James Agar-Robartes, neu geschaffen. Er war weitläufig mit den Baronen erster Verleihung verwandt. Sein Sohn, der 2. Baron, erbte 1889 von seinem Cousin zweiten Grades auch den Titel 6. Viscount Clifden, 6. Baron Clifden und 6. Baron Mendip. Die Viscountcy Clifden sowie die Baronien Clifden und Robartes erloschen beim Tod von dessen jüngerem Sohn, dem 8. Viscount, am 22. Dezember 1974. Die Baronie Mendip fiel indessen an Shaun Agar, 6. Earl of Normanton.

## Liste der Barone Robartes

### Baron Robartes, erste Verleihung (1625)
- Richard Robartes, 1. Baron Robartes († 1634)
- John Robartes, 1. Earl of Radnor, 2. Baron Robartes (1606–1685)
- Charles Robartes, 2. Earl of Radnor, 3. Baron Robartes (1660–1723)
- Henry Robartes, 3. Earl of Radnor, 4. Baron Robartes (1695–1741)
- John Robartes, 4. Earl of Radnor, 5. Baron Robartes (1686–1757)

### Baron Robartes, erste Verleihung (1869)
- Thomas Agar-Robartes, 1. Baron Robartes (1808–1882)
- Thomas Agar-Robartes, 6. Viscount Clifden, 2. Baron Robartes (1844–1930)
- Francis Agar-Robartes, 7. Viscount Clifden, 3. Baron Robartes (1883–1966)
- Arthur Agar-Robartes, 8. Viscount Clifden, 4. Baron Robartes (1887–1974)